# Jollof-ris
Jollof-ris er en risret, der er populær over det meste af Vestafrika. Retten findes i et utal af variationer, men i de flest tilfælde indgår ingredienser som ris, tomater og tomatpuré, løg, rød peber og salt. Som ren vegetarisk ret kan den spises alene eller som tilbehør til forskelligt kød, men der kan også tilføjes kød eller fisk i selve jollof-risen.
Rettens navn betyder "én gryde" på wolof-sproget, og retten menes at stamme fra Senegambia-området, hvor wolof-folket stammer fra; det oprindelige navn på dette folks rige var Jolof, som var herskende i området fra midten af det 14. til midten af det 16. Århundrede.
| Mad og drikke | Spire Denne artikel om mad og drikke er en spire som bør udbygges. Du er velkommen til at hjælpe Wikipedia ved at udvide den. |